# Gerhard Engelmann
Pour les articles homonymes, voir Engelmann.

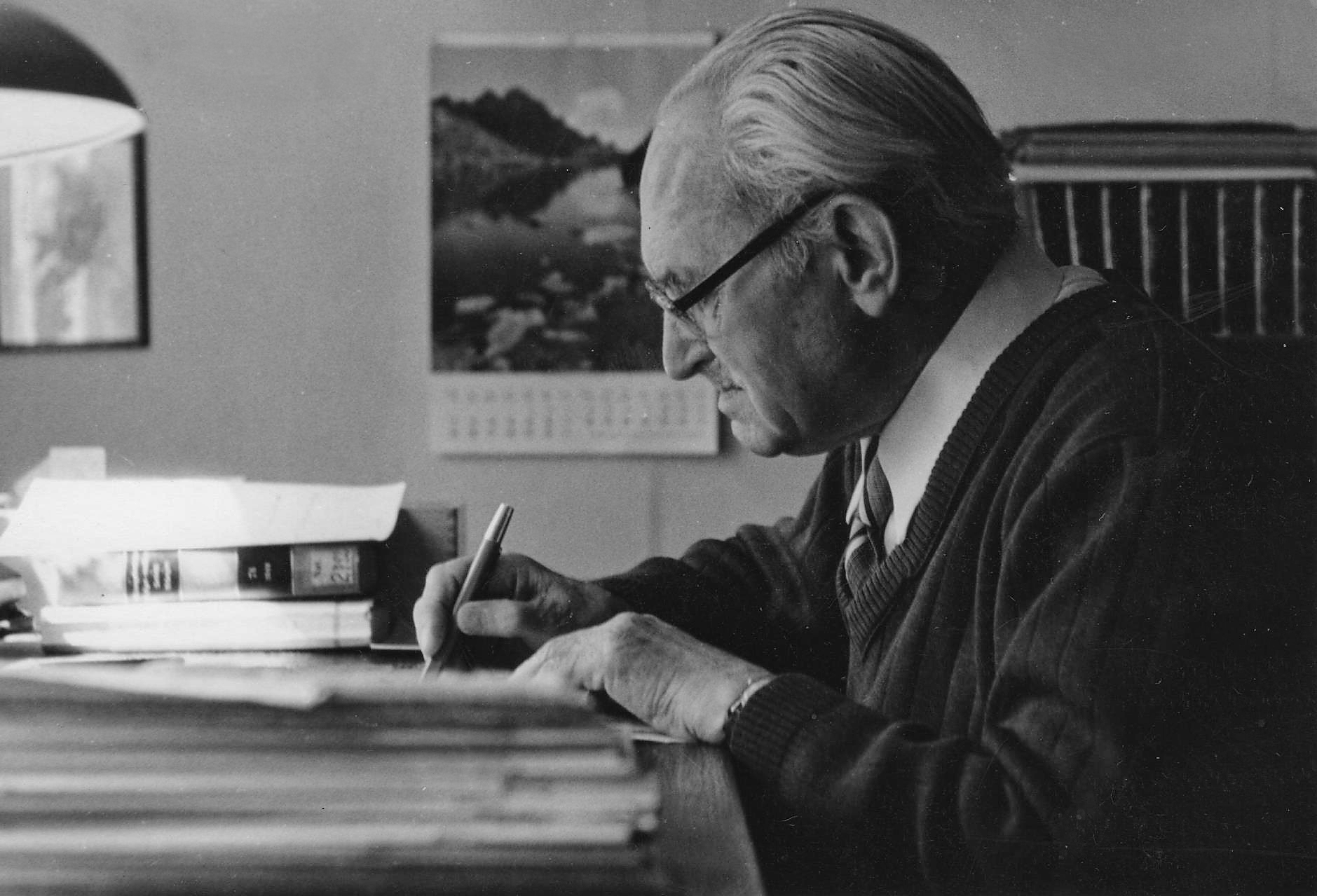
Gerhard Engelmann 1979 à Potsdam-Babelsberg

Gerhard Engelmann (né le 16 octobre 1894 à Pirna et mort le 16 septembre 1987 à Hoppenrade) est un géographe allemand et chercheur local qui présente plusieurs publications sur le Vogtland, la Suisse saxonne, les Monts Métallifères de l'Est et la région autour de Potsdam, y compris des livrets de randonnée.

## Biographie
Engelmann est professeur et enseignant à Plauen ainsi que chargé de cours en géographie à l'Université d'éducation de Potsdam (de). Il est membre de l'association de recherche archéologique du Vogtland à Hohenleuben (de). L'histoire de la géographie est l'un des principaux axes de ses travaux de recherche.

## Publications (sélection)
- Das Deutschtum in Rumänien, Justus Perthes, Gotha 1928.
- mit Hermann Lemme (de), Richard Vogel (de) und Alfred Fiedler: Elbsandsteingebirge (Unser kleines Wanderheft (de), 4). Bibliographisches Institut, Leipzig 1952 (Unser kleines Wanderheft, 19).
- Berggießhübel und Bad Gottleuba, Leipzig 1954.
- mit Hermann Lemme: Zwischen Sebnitz, Hinterhermsdorf und den Zschirnsteinen. Ergebnisse der heimatkundlichen Bestandsaufnahme im Gebiet von Sebnitz, Hinterhermsdorf, Schöna und am Raumberg (= Werte der deutschen Heimat (de). Bd. 2), Akademie-Verlag, Berlin 1959.
- Im Süden der Barbarine (= Werte der deutschen Heimat, Bd. 3), Akademie-Verlag Berlin 1960.
- Briefe Albrecht Pencks an Joseph Partsch,Wissenschaftliche Veröffentlichung des Deutschen Instituts für Länderkunde, Neue Folge 17/18, Leipzig 1960, S. 17–107.
- Potsdam und seine Umgebung (= Werte der deutschen Heimat, Bd. 15), Akademie-Verlag, Berlin 1969.
- Alexander von Humboldt in Potsdam. Zur 200. Wiederkehr seines Geburtstages. Potsdam 1969.
- Heinrich Berghaus – Der Kartograph von Potsdam, Deutsche Akademie der Naturforscher Leopoldina Halle/Saale 1977.
- Johannes Honter als Geograph, Studia Transylvanica Nr. 7, Böhlau, Köln Wien 1982.
- Die Hochschulgeographie in Preussen 1810-1914, Erdkundliches Wissen Nr. 64, Steiner, Wiesbaden 1983.
- Ferdinand von Richthofen 1833 - 1905, Erdkundliches Wissen Nr. 91, Steiner, Wiesbaden 1988.